# The Darwin Awards
The Darwin Awards ist eine Filmkomödie des US-amerikanischen Regisseurs Finn Taylor (* 1958) mit Joseph Fiennes und Winona Ryder in den Hauptrollen. Er kam am 25. Januar 2006 in die US-Kinos und hatte sein Debüt auf dem Sundance Film Festival, wo auch Finns erster Film Dream with the Fishes 1997 herauskam. Der Film thematisiert ungewöhnliche Todesfälle, die teilweise auf den Darwin Awards beruhen.

## Handlung
Der Profiler Michael Burrows muss bei der Polizei kündigen, da er beim Anblick von Blut in Ohnmacht fällt und ihm deshalb ein Serienmörder entkommt. Burrows ist besessen von ungewöhnlichen Todesfällen und unterwirft sich deshalb zahlreichen Vorsichtsmaßnahmen. Er beschließt, sein Hobby zum Beruf zu machen, und bewirbt sich bei einer Versicherung, wo er zur Probe der von ihm propagierten Methode der Einschätzung potentieller Versicherungskunden mit der Versicherungsagentin Siri eine Reihe von Todes- und Schadensfällen untersuchen soll. Dabei wird er noch seit seiner Zeit bei der Polizei von einem studentischen Dokumentarfilmer gefilmt, der die Tätigkeit von Burrows zu seinem Examensprojekt gemacht hat und erst ganz am Schluss im Film auch zu sehen ist.
Ein Großteil des Films wird so im Dokumentarfilm-Stil erzählt, unterbrochen von Rückblenden ausgewählter Unglücksfälle: Harvey rüstet sein Auto mit einem Raketenantrieb aus, um seine Freundin Juleen zu beeindrucken; in einem anderen Fall versuchen sich zwei Eisangler Bob und Tom mit Dynamit-Fischen, wobei sie ihren nagelneuen Geländewagen versenken; eine weitere Szene zeigt zwei geistig etwas schlicht gestrickte Rockfans (Simon und Farley) in dem Versuch, doch noch in ein Konzert zu gelangen. Weitere Szenen von Unglücksfällen sind ein Yuppie, der sich gleich am Anfang des Films von einem Wolkenkratzer stürzt bei dem Versuch, seinen Freunden die Bruchsicherheit seiner Fensterscheiben zu demonstrieren; ein weiterer Yuppie (Emile), der einen Getränkeautomaten überlisten will und unter diesem begraben wird, und ein Ehepaar (Henry und Carla), das fälschlicherweise meint, ihr Wohnmobil habe eine automatische Steuerung. Während der Reise durch das Land kommen sich Burrows und Siri näher, und am Ende gelingt es Burrows sogar, seine Ängste in den Griff zu bekommen und den Serienmörder (Perp), den er am Anfang des Films entkommen ließ, zu fassen.

## Sonstiges
Jamie Hyneman und Adam Savage von den MythBusters spielen  die Verkäufer in einem Army-Laden, die einen Raketenantrieb verkaufen. Allerdings ist diese Episode (genauso wie die Episode beim Eisfischen) einer der Mythen, die Hyneman und Savage in den MythBusters entlarvt hatten. In einer Szene versuchen zwei Fans in ein Metallica-Konzert zu kommen, wobei auch die Band-Musiker (wie Lars Ulrich) in einer Nebenrolle auftreten. In einer Szene spielt Lawrence Ferlinghetti sich selbst als Autor eines Reiseführers. Der Film war der letzte Film von Chris Penn, der einen Tag vor der Premiere verstarb.